# Sân bay Kalemie
Sân bay Kalemie (IATA: FMI, ICAO: FZRF) là một sân bay ở Kalemie, Cộng hòa Dân chủ Congo.

## Hãng hàng không và điểm đến
| Hãng hàng không                | Các điểm đến                                                         |
| ------------------------------ | -------------------------------------------------------------------- |
| Compagnie Africaine d'Aviation | Beni, Bunia, Goma, Kinshasa–N'djili, Kongolo, Lubumbashi, Mbuji-Mayi |